# مهسا یارخواه
مهسا یارخواه (زاده ۱۹ آبان ۱۳۷۷ در کرج) اسکی‌باز ایرانی و عضو تیم ملی اسکی الپاین و اسکی روی چمن ایران است.
وی دانشجوی رشته تربیت بدنی است و در مسابقات بین‌المللی اسکی ۲۰۱۹ در کشور ارمنستان ۴ عنوان قهرمانی بدست آورد.

## افتخارات
- ۴ عنوان قهرمانی اسکی روی چمن ۲۰۱۹[۷][۸]
- نفر اول مسابقات کشوری ۸۹_۹۰[۹]
- نفر اول مسابقات کشوری۹۰_۹۱
- مقام دوم. سوم قهرمان کشوری ۹۴_۹۵
- مقام اول کشوری ۹۶
- مقام سوم رشته ترکیبی اسکی روی چمن جهان ۲۰۱۹
- مقام اول مسابقات پارالل کیاگالری سال ۹۶
- مقام دوم لیگ اسکی چمن ۹۴[۱۰][۱۱]
- مقام اول لیگ بین‌المللی اسکی چمن ۲۰۱۹[۱۲][۱۳]
- مقام سوم رشته سوپرجی بزرگسالان سال ۹۴[۱۴]
- مقام دوم لیگ بزرگسال۹۹[۱۵]
- دو مقام سوم در لیگ بزرگسال ۹۹